# Margaret (Vorname)
Margaret oder Margareth ist ein weiblicher Vorname.

## Herkunft und Bedeutung
Der Name ist eine Form des Vornamens Margarete.

## Namensträgerinnen

### Margaret
- Margaret, Countess of Snowdon (1930–2002), Schwester von Königin Elisabeth II.
- Margaret, 10. Countess of Mar, schottische Adlige

#### A
- Margaret Abbott (1876–1955), amerikanische Golfspielerin
- Margaret Alexiou (* 1939), britische Neogräzistin und Komparatistin
- Margaret Anderson (1886–1973), US-amerikanische Schriftstellerin und Herausgeberin
- Margaret S. Archer (1943–2023), britische Soziologin
- Margaret Atwood (* 1939), kanadische Schriftstellerin
- Margaret Avery (* 1944), US-amerikanische Sängerin und Schauspielerin

#### B
- Margaret Bailes (* 1951), US-amerikanische Leichtathletin
- Margaret Bakkes (1931–2016), südafrikanische Schriftstellerin
- Margaret Ball (1515–1584), irische Selige und Märtyrerin
- Margaret Barrand (* 1940), englische Badmintonspielerin
- Margaret Beaufort (1427–1474), englische Adlige, Frau von Humphrey Stafford, 7. Earl of Stafford
- Margaret Beaufort (1443–1509), englische Adlige, Stammmutter des Hauses Tudor, Mutter von Heinrich VII.
- Margaret Beck (1952–2023), englische Badmintonspielerin
- Margaret Beckett (* 1943), britische Politikerin
- Margaret Boden (1936–2025),  britische Kognitionswissenschaftlerin und Autorin
- Margaret Booth (1898–2002), US-amerikanische Filmeditorin
- Margaret Bourke-White (1904–1971), US-amerikanische Fotoreporterin
- Margaret Boxall (* 1945), englische Badmintonspielerin
- Margaret Claudia Brevoort (1825–1876), US-amerikanische Bergsteigerin
- Margaret Burbidge (1919–2020), britische Astrophysikerin
- Margaret Busby (* 1944), ghanaische Autorin, Redakteurin und Herausgeberin

#### C
- Margaret Carroux (1912–1991), deutsche Übersetzerin
- Margaret Cavendish (1623–1673), englische Adelige und Schriftstellerin
- Margaret Chan (* 1947), chinesische Politikerin und Diplomatin
- Margaret Cho (* 1968), US-amerikanische Comedian und Schauspielerin
- Margaret Clap († 1726), englische Wirtin für einen Club für Homosexuelle
- Margaret Cole (1893–1980), britische Sozialistin, Politikerin, Dichterin und Autorin
- Margaret Colin (* 1958), US-amerikanische Schauspielerin
- Margaret of Connaught (1882–1920), Kronprinzessin von Schweden
- Margaret Corbin (1751–1800), US-amerikanische Soldatin
- Margaret Court (* 1942), australische Tennisspielerin
- Margaret Craven (1901–1980), US-amerikanische Schriftstellerin
- Margaret Curtis (1883–1965), US-amerikanische Golf- und Tennisspielerin

#### D
- Margaret Davies (1884–1963), walisische Sammlerin und Mäzenin
- Margaret Oakley Dayhoff (1925–1983), US-amerikanische Chemikerin
- Margaret Delacourt-Smith, Baroness Delacourt-Smith of Alteryn (1916–2010), britische Politikerin
- Margaret Deland (1857–1945), US-amerikanische Schriftstellerin
- Margaret Douglas of Galloway (1435–1488), schottische Adlige
- Margaret Douglas (1515–1578), britische Adelige, Großmutter von König Jakob I. von England
- Margaret Downey (* dert), US-amerikanische Bürgerrechtlerin
- Margaret Drabble (* 1939), britische Schriftstellerin und Literaturkritikerin
- Margaret Drummond (1340–1375), Mätresse und Königin von Schottland
- Margaret Dumont (1882–1965), US-amerikanische Schauspielerin
- Margaret Osborne duPont (1918–2012), US-amerikanische Tennisspielerin

#### E
- Margaret Ekpo (1914–2006), nigerianische Politikerin und Frauenrechtlerin
- Margaret Elphinstone (* 1948), britische Autorin, Literaturwissenschaftlerin und Hochschullehrerin
- Margaret Erskine († 1572), Mätresse von König Jakob V. von Schottland

#### F
- Margaret Fell (1614–1702), englische Quäkerin
- Margaret Forster (1938–2016), englische Schriftstellerin
- Margaret Fountaine (1862–1940), britische Schmetterlingsforscherin
- Margaret Fuller (1810–1850), US-amerikanische Journalistin, Kritikerin und Frauenrechtlerin
- Margaret Furse (1911–1974), britische Kostümbildnerin

#### G
- Margaret Garner (1834–1858), US-amerikanische Sklavin
- Margaret Gatty (1809–1873), englische Schriftstellerin
- Margaret Geller (* 1947), US-amerikanische Astrophysikerin
- Margaret George (* 1943), US-amerikanische Historikerin und Schriftstellerin
- Margaret Dunlop Gibson (1843–1920), schottische Theologin und Orientalistin
- Margaret Gibson (1948–2006), kanadische Schriftstellerin
- Margaret Gorman (1905–1995), US-amerikanische Schönheitskönigin

#### H
- Margaret Peterson Haddix (* 1964), US-amerikanische Schriftstellerin
- Margaret Harrison (1899–1995), britische Violinistin
- Margaret Hassan (1945–2004), irisch-britisch-irakische Leiterin der Hilfsorganisation CARE International
- Margaret Heckler (1931–2018), US-amerikanische Politikerin und Diplomatin
- Margaret von Hessen und bei Rhein (1913–1997), deutsche Adlige
- Margaret Hoelzer (* 1983), US-amerikanische Schwimmerin
- Margaret Lindsay Huggins (1848–1915), irische Astronomin

#### I
- Margaret Illmann (* 1965), australische Balletttänzerin

#### J
- Margaret Storm Jameson (1891–1986), englische Schriftstellerin
- Margaret John (1926–2011), britisch-walisische Schauspielerin
- Margaret Johnson (1919–1939), US-amerikanische Jazzmusikerin
- Margaret Jones (Archäologin) (1916–2001), britische Archäologin
- Margaret Jones (Opfer der Hexenverfolgung) († 1648), Hebamme und Opfer der Hexenverfolgung in der Massachusetts Bay Colony
- Margaret Jope (1913–2004), britische Biochemikerin
- Margaret Joslin (1883–1956), US-amerikanische Schauspielerin

#### K
- Margaret Keita, gambische Politikerin
- Margaret Kivelson (* 1928), US-amerikanische Astrophysikerin
- Margaret Klare (* 1932), deutsche Schriftstellerin
- Margaret E. Knight (1838–1914), US-amerikanische Erfinderin

#### L
- Margaret Ladd (* 1942), US-amerikanische Schauspielerin
- Margaret Landon (1903–1993), US-amerikanische Schriftstellerin
- Margaret Ruthven Lang (1867–1972), US-amerikanische Komponistin
- Margaret Laurence (1926–1987), kanadische Schriftstellerin
- Margaret Lee (1943–2024), britische Schauspielerin
- Margaret Leighton (1922–1976), britische Schauspielerin
- Margaret Lindsay (1910–1981), US-amerikanische Schauspielerin
- Margaret Livingston (1900–1984), US-amerikanische Schauspielerin
- Margaret Lockley (* 1947), britische Marathonläuferin
- Margaret Lockwood (1916–1990), britische Schauspielerin
- Margaret Lowenfeld (1890–1973), englische Psychotherapeutin

#### M
- Margaret MacDonald Mackintosh (1864–1933), schottische Malerin
- Margaret Mackworth, 2. Viscountess Rhondda (1883–1958), britische Adlige und Frauenrechtlerin
- Margaret Mahler (1897–1985), US-amerikanische Psychoanalytikerin ungarischer Herkunft
- Margaret Mahy (1936–2012), neuseeländische Schriftstellerin
- Margaret Maltby (1860–1944), US-amerikanische Physikalische Chemikerin und Frauenrechtlerin
- Margaret Cambridge, Marchioness of Cambridge (1873–1929), Mitglied der britischen Königsfamilie, Herzogin von Teck im Königreich Württemberg
- Margaret Maron, US-amerikanische Schriftstellerin
- Margaret Mazzantini (* 1961), italienische Schriftstellerin
- Margaret McCord (1916–2004), südafrikanische Autorin
- Margaret Mead (1901–1978), US-amerikanische Anthropologin und Ethnologin
- Margaret Ménégoz (1941–2024), deutsch-französische Filmproduzentin und Verleiherin
- Margaret Millar (1915–1994), kanadische Schriftstellerin
- Margaret Mitchell (1900–1949), US-amerikanische Journalistin und Schriftstellerin
- Margaret Molesworth (1894–1985), australische Tennisspielerin
- Margaret Morton (* 1968), schottische Curlerin
- Margaret Munn-Rankin (1913–1981), britische Archäologin und Altorientalistin
- Margaret Wangari Muriuki (* 1986), kenianische Leichtathletin
- Margaret Alice Murray (1863–1963), britische Anthropologin und Ägyptologin

#### O
- Margaret O’Brien (* 1937), US-amerikanische Schauspielerin
- Margaret Okayo (* 1976), kenianische Langstreckenläuferin

#### P
- Margaret Pole, 8. Countess of Salisbury (1473–1541), englische Adlige und Märtyrerin
- Margaret Fishback Powers (* ≈1944), kanadische Schriftstellerin
- Margaret Preston (1875–1963), australische Malerin und Grafikerin
- Margaret Price (1941–2011), walisische Sängerin (Sopran)

#### R
- Margaret Roper (1505–1544), englische Übersetzerin und Autorin
- Margaret Rutherford (1892–1972), britische Schauspielerin
- Margaret A. Ryan (* 1964), US-amerikanische Richterin

#### S
- Margaret Sanger (1879–1966), US-amerikanische Krankenschwester und Feministin
- Margaret Satterthwaite, US-amerikanische Juristin und Menschenrechtsexpertin
- Margaret Scriven (1912–2001), britische Tennisspielerin
- Margaret Rhea Seddon (* 1947), US-amerikanische Astronautin
- Margaret Seltzer (* 1974), US-amerikanische Autorin
- Margaret Sheridan (1926–1982), US-amerikanische Schauspielerin
- Margaret Simpson (* 1981), ghanaische Leichtathletin
- Margaret Skjelbred (* 1949), norwegische Schriftstellerin
- Margaret Chase Smith (1897–1995), US-amerikanische Politikerin
- Margaret Spellings (* 1957), US-amerikanische Politikerin
- Margaret Stocks (1895–1985), englische Badminton- und Tennisspielerin
- Margaret Sullavan (1909–1960), US-amerikanische Schauspielerin

#### T
- Margaret Taylor (1788–1852), US-amerikanische First Lady
- Margaret Thatcher (1925–2013), britische Politikerin
- Margaret Tragett (1885–1964), englische Badmintonspielerin
- Margaret Truman Daniel (1924–2008), amerikanische Autorin und Schriftstellerin
- Margaret Tucker (1904–1996), politische Aktivistin der Aborigines
- Margaret Tudor (1489–1541), englische Prinzessin, Queen Consort von Schottland
- Margaret Turnbull (* dert), US-amerikanische Astronomin

#### V
- Margaret Varner (* 1927), US-amerikanische Badminton-, Tennis-, Squashspielerin und Reitstallbesitzerin

#### W
- Margaret Weis (* 1948), US-amerikanische Schriftstellerin
- Margaret Whiting (1924–2011), US-amerikanische Sängerin
- Margaret Wild (* 1948), australische Schriftstellerin
- Margaret Woodbridge (1902–1995), US-amerikanische Schwimmerin
- Margaret H. Wright (* 1944), US-amerikanische Mathematikerin
- Margaret Wycherly (1881–1956), britische Schauspielerin

#### Y
- Margaret Yorke (1924–2012), britische Schriftstellerin

Zwischenname:
- Harriet Margaret Louisa Bolus (1877–1970), südafrikanische Botanikerin
- Julia Margaret Cameron (1815–1879), britische Fotografin
- Pamela Margaret Kilmartin (* dert), neuseeländische Astronomin

Doppelname:
- Mary-Margaret Humes (* 1954), US-amerikanische Schauspielerin

### Margareth
- Margareth Kammerer (* 1966), Jazzsängerin und -gitarristin
- Margareth Menezes (* 1962), brasilianische Sängerin
- Margareth Obexer (* 1970), Südtiroler Autorin, siehe Maxi Obexer
- Margareth Olde (* 2000), estnische Schachspielerin